# Andronikos von Kyrrhos

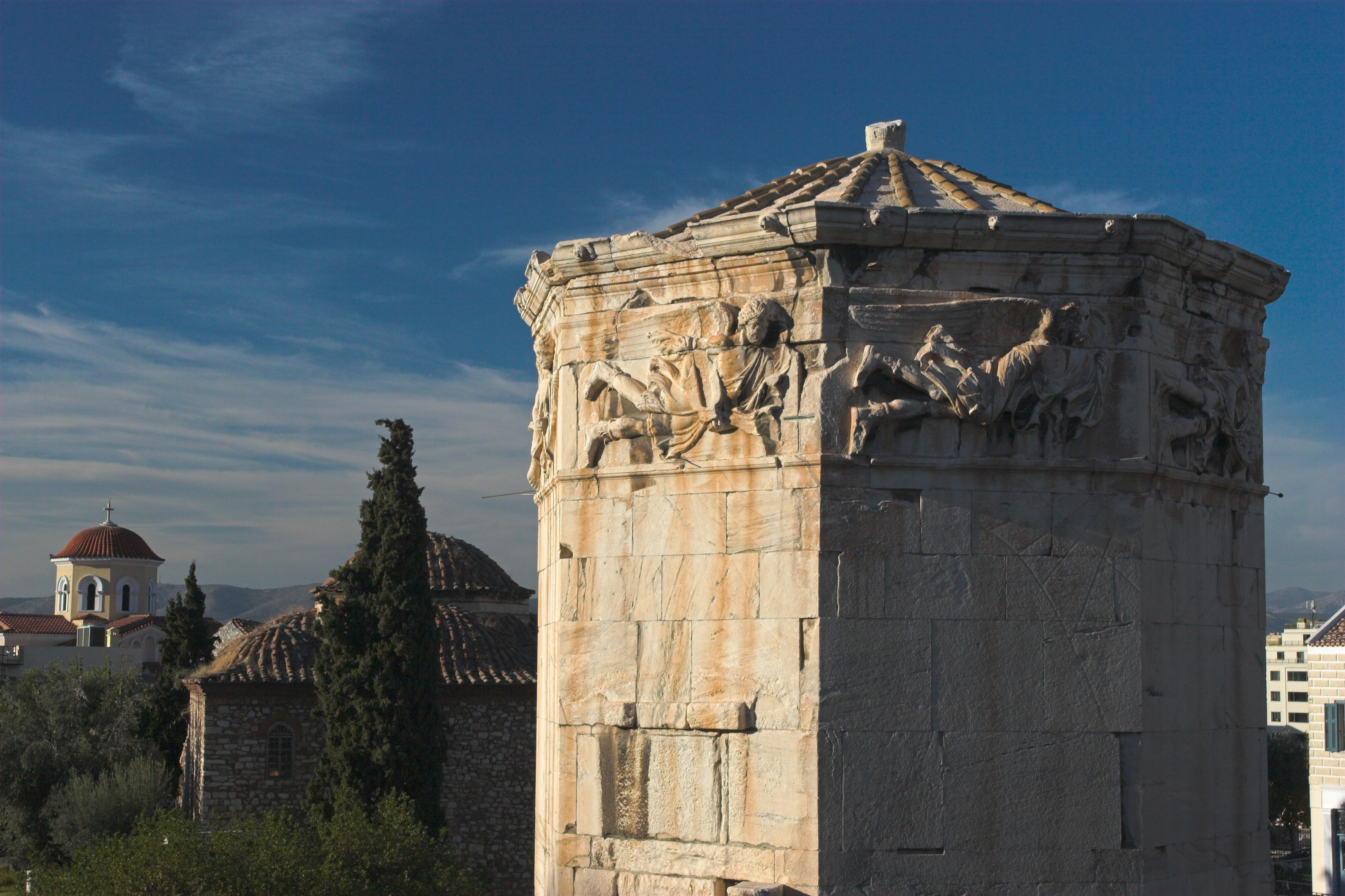
Turm der Winde

Andronikos von Kyrrhos (altgriechisch Ἀνδρόνικος Κυρρήστου, auch Andronicus von Cyrrhus oder Andronicus Cyrrhestes), Sohn des Hermias, war ein makedonischer Astronom und Architekt aus Kyrrhos, dessen Hauptschaffenszeit das 3. Viertel des 2. Jahrhunderts v. Chr. war.
Andronikos baute in Athen ein oktogonales Horologion aus mehreren Sonnen- und Wasseruhren mit dem Namen Turm der Winde, das teilweise heute noch existiert. Im Volksmund wurde das Gebäude auch Kyrrhestes-Haus genannt. Die Außenwände des Turms sind mit figürlichen Reliefdarstellungen der acht griechischen Hauptwinde dekoriert. Ursprünglich existierte eine Bronzestatue des Meeresgottes Triton auf dem Giebel, dessen Stab die jeweilige Windrichtung anzeigte. Ob Andronikos für den Gesamtentwurf des Turms verantwortlich war oder nur die technischen Gerätschaften entwarf, ist unklar. Inschriftlich ist aus Athen auch ein auf Kosten der Stadt errichtetes oder wiedererrichtetes Gebäude bekannt, das als „Haus des Mannes aus Kyrrhos“ bezeichnet wird. Es wird angenommen, dass es sich hierbei nicht um den Turm der Winde handelt, sondern vermutlich um eine Beobachtungsstation an einer anderen Stelle der Stadt. Auf der Insel Tenos baute Andronikos eine Sonnenuhr aus Marmor für den Tempel des Poseidon und der Amphitrite. Aus dem an der Sonnenuhr befindlichen Epigramm geht die Herkunft des Andronikos aus Makedonien hervor, vor Auffindung der Inschrift wurde als seine Herkunft Kyrrhos in Syrien angenommen.